# Lewon Pačaǰyan
Lewon Pačaǰyan (in armeno Լեւոն Պաչաջյան; Erevan, 20 settembre 1983) è un ex calciatore armeno, di ruolo centrocampista.

## Palmarès

### Club
- Campionato armeno: 7

P'yownik: 2002, 2003, 2004, 2005, 2006, 2007
Širak: 2012-2013
- Coppa d'Armenia: 2

P'yownik: 2002, 2004
- Supercoppa d'Armenia: 3

P'yownik: 2002, 2004, 2005

### Individuale
- Calciatore armeno dell'anno: 1

2007